# Clinostigma samoense
Clinostigma samoense är en enhjärtbladig växtart som beskrevs av Hermann Wendland. Clinostigma samoense ingår i släktet Clinostigma och familjen Arecaceae. IUCN kategoriserar arten globalt som starkt hotad.
Artens utbredningsområde är Samoa. Inga underarter finns listade i Catalogue of Life.